# Бабарино
Бабарино — деревня в Суздальском районе Владимирской области, входит в состав Селецкого сельского поселения.

## География
Деревня расположена на левом берегу реки Нерль напротив села Переборово, в 11 км на юго-восток от райцентра города Суздаль.

## История
В конце XIX — начале XX века деревня входила с состав Быковской волости Суздальского уезда. В 1859 году в деревне числилось 37 дворов, в 1905 году — 67 дворов, в 1926 году — 85 хозяйств.
С 1929 года деревня являлась центром Бабаринского сельсовета Суздальского района, с 1940 года — в составе Ляховицкого сельсовета, с 1956 года — в составе Кидекшанского сельсовета, с 1974 года — в составе Селецкого сельсовета, с 2005 года — в составе Селецкого сельского поселения.

## Население
| 1859 | 1905 | 1926 | 2002 | 2010 | 2021 |
| ---- | ---- | ---- | ---- | ---- | ---- |
| 246  | ↗385 | ↗404 | ↘13  | ↘3   | ↗14  |

## Известные люди
В деревне родился Вениамин Сидоров (1930—2006) — советский физик, член-корреспондент АН СССР.